# Edward Stewart
Edward Stewart (vor 1971 – 30. August 1999) war ein US-amerikanischer Artdirector und Szenenbildner, der 1980 einen Oscar für das beste Szenenbild gewann.

## Leben
Stewart begann seine Laufbahn als Artdirektor und Szenenbildner in der Filmwirtschaft Hollywoods 1971 bei dem Film So gute Freunde und wirkte bis 1982 an der szenischen Ausstattung von fünfzehn Filmen mit.
1979 wurde er zusammen mit Tony Walton, Philip Rosenberg und Robert Drumheller für den Oscar für das beste Szenenbild nominiert, und zwar für The Wiz – Das zauberhafte Land (1978) von Sidney Lumet mit Diana Ross, Michael Jackson und Nipsey Russell in den Hauptrollen.
Bei der Oscarverleihung 1980 gewann er mit Walton, Rosenberg und Gary J. Brink den Oscar für das beste Szenenbild in Hinter dem Rampenlicht (1979) von Bob Fosse mit Roy Scheider, Jessica Lange und Leland Palmer.

## Filmografie (Auswahl)
- 1971: So gute Freunde (Such Good Friends)
- 1976: Network
- 1978: The Wiz – Das zauberhafte Land (The Wiz)
- 1978: Eine entheiratete Frau (An Unmarried Woman)
- 1979: Hinter dem Rampenlicht (All That Jazz)

## Auszeichnungen
- 1980: Oscar für das beste Szenenbild in Hinter dem Rampenlicht